# Emanuel Dimas de Melo Pimenta
Emanuel Dimas de Melo Pimenta (nascido em 1957) é um músico brasileiro, arquiteto e artista multimedia. As suas obras têm sido incluídas em coleções de arte e tem sido reconhecido por instituições como o Whitney Museum of American Art de Nova Iorque, o Ars Aevi Contemporary Art Museum, a Bienal de Veneza, o Kunsthaus Zürich, a Bibliotèque Nationale of Paris e o MART - Modern Art Museum of Rovereto and Trento entre outros.
Emanuel Pimenta desenvolve música, arquitetura e projetos urbanos usando a realidade virtual e as tecnologias do ciberespaço. Os concertos de música integrar a arte visual são realizados em vários países nos últimos vinte anos, como o seu concerto na Bienal de Arte de São Paulo, em 1985, com John Cage, Francesco Clemente, Sandro Chia, e Robert Rauschenberg.
Serviu como curador da Bienal de São Paulo, da Fundação Calouste Gulbenkian, da Trienal de Milão, e do Centro Cultural de Belém.

## Projectos
- Abell 2218[2]
- Deep Ocean[3]
- Dr. Jekyll & Mr. X, in 2004[4]
- Kirkos[5]
- RAWWAR (random accelerating world, world and revolution)[6]
- Zyklus,[7]

## Publicações
- Encyclopædia Universalis (Britannica) since 1991
- Sloninsky Baker’s Music Dictionary (Berkeley)
- Chronology of the Western Classical Music
- Allmusic - The Expert's Guide to the Best Cds
- The New York Times
- Le Monde
- Le Parisien
- O Estado de S. Paulo
- O Globo
- Il Sole 24 Ore